# Sára Ernő
Sára Ernő (Budapest, 1947. április 2. –) magyar tervezőgrafikus 
a Magyar Művészeti Akadémia levelező (2012-2015) majd  rendes tagja (2015), aki „ a magyar nemzeti kultúra, művészi alkotómunka területén végzett kiemelkedő művészi értékteremtő munkája elismeréseként 2017. március 15-én Magyarország Érdemes Művésze díjat vehetett át.

## Életpályája
A Villamosipari Technikumban érettségizett 1965-ben, majd a Mechanikai Mérőműszerek Gyárának reklám osztályán helyezkedett el. A Magyar Iparművészeti Főiskola tanfolyamán szerzett grafikusi oklevelet. Felkészülésében nagy jelentősége van erős önművelő képességének, külföldi tanulmány útjainak, jelentős mesterek közelségében végzett fiatalkori munkájának. Mestereinek Kiss Lászlót és Papp Gábort tekinti.
1966-tól a szakmát tanítja is, s hosszú évekig volt az ELTE Természettudományi Karának óraadó tanára. Szakmai felkészülését segítette a Derkovits Gyula Alkotóközösség tagja lett, amely itthon és külföldön vásárok, vásári arculatok, portálok tervezésével és kivitelezésével foglalkozott, magyar külkereskedelmi vállalatok megbízása alapján, de emellett tervezett naptárokat, prospektusokat, hirdetéseket..
A Derkovits Alkotóközösségben a szakma jeleseivel tudott dolgozni, Így vált – mintegy – mesterévé a már említetteken túl Töreky Ferenc, Gunda Antal vagy Kovács Vilmos, akik mindannyian a kor alkalmazott grafikájának kitűnőségei.
Munkája elismerése, hogy 1971-től tagja lett a Művészeti Alapnak (1992 óta Magyar Alkotóművészek Országos Egyesülete). Szakmai fejlődésének fontos időszaka és állomása, hogy 1973-tól egy éven át az Art Institut Orell Füsli munkatársa lehetett Zürichben, Svájcban „gestallter" szerződést kapott német-Svájc akkori legnagyobb művészeti intézetében. Erősen hatott rá a svájci tiszta, logikus gondolkodás, puritánság. Fontos volt számára a technikai háttér tökélye, a kifogástalan nyomda, a jól felszerelt műtermek hatékonysága. 1976-ban a milánói Franco Maria Ricci Editore kiadványaiban, mint svájci-magyar grafikust mutatja be. Ekkoriban figyelnek fel eredeti emblémáira, logóira, mely tevékenységi kör később központi helyet foglal el munkásságában
1978-tól kiállító művész. Egyéni kiállításokat rendez, ekkoriban Árvai Ferenc szobrászművésszel, majd a Békéscsabai Alkalmazott Grafikai Biennálén, melyeknek később folyamatosan résztvevője, kiállítója, majd egyik szervezője. 1984-ben elnyeri a Biennále fődíját. 1986-ban résztvevője a 100+1 éves a magyar plakát című összefoglaló kiállításnak a budapesti Műcsarnokban. Munkái eljutnak külföldre is, melyek közül kiemelendő a brnói grafikai biennále, 1988-ban. 1988–89-ben Ausztriában, Bécsben dolgozik. Ekkoriban már jelentős embléma kollekciójából 1989-ben kiállítást rendez a Pécsi Kisgalériában. Ugyanebben az évben tagja lesz a Derkovits Gyula Alkotóközösség vezetőségének.
Munkássága egyik fő területévé válik az emblémák, logók tervezése, ezeket egyszerűség, lényegkiemelés, megjegyezhetőség jellemzi, ugyanakkor az adott megbízó szakmai területét és profilját is reprezentálja. Jellemzően fekete-fehérben dolgozik, amely egyszerűsíti terveinek széleskörű használatát. Minden tervezőgrafikai szakterületen tevékenykedik, emblémák, logók, valamint címerek tervezésében ugyanolyan otthonosan mozog, mint csomagolások, kisnyomtatványok, prospektusok, katalógusok tervezésében. Ezzel együtt oklevelek, sőt zászlók tervezése is foglalkoztatja. Fontos terület volt számára a kiállítás grafika, annak összetettsége, alapvető a kiadványok, könyvek világa, s az ezeket egyesítő arculatok megálmodása, tervezése.
Különleges egyedi megbízást teljesít 2002-ben a Steindl Imre halála századik évfordulójához kapcsolódó emlékkiállítás szervezésében (Országház), valamint az erre szorosan épülő kiadvány tervezésével. 2002-ben az Ajka Kristály kiadványát tervezi. A hozzá mindig közel álló kulturális-múzeumi terület egyik fontos műhelye, a Hopp Ferenc Ázsiai Művészeti Múzeum reklám- és kiadvány dizájnere lesz 2002-ben. Munkásságában központba kerül a fotó-alkalmazás, melyet elmélyült kutatómunka nyomán adaptál, épít be munkásságába. 2005-től a Magyar Színháztechnikai Szövetség Színpad, Előadóművészetek technikája című periodika tervezője.
Minden bizonnyal rekord a magyar tervező grafikában, hogy 1975-ben tervezett Magyar Hirdető logóját a cég ma is alkalmazza. Jelentős helyet foglal el munkásságában a címerek tervezése. A Magdolna negyed, a Palota negyed, a Corvin negyed számára készített tervek sora, de tervezett címert Budavárnak, Budapest XI. kerületének, Csepelnek, Józsefvárosnak, Dorognak, Kesztölcnek, Balatonszőlősnek, Tiszainokának. Kiemelhetők a Magyarok Világszövetsége, a Kárpátaljai Református Egyház, a Kárpátaljai Magyarok Kulturális Szövetsége részére tervezett művei. 2016-ban címert tervezett a Zrínyi emlékév eseményei számára.
Pályáján meghatározó szerepe van plakátjainak. E munkáit is egyfajta ornamentális felfogás hatja át, plakátjai soha nem képviselnek hűvös funkcionalizmust, hanem mindig emócióval telítettek.
Kezdettől fogva aktív részese az alkalmazott grafika, tervező grafika közéletének. 1992-től egyik fontos szereplője annak, hogy megalakulhasson a tervezőgrafikusok kamarája, amely sok-sok kezdeményezés, vita, tervezet és tárgyalás ellenére végül nem jöhetett létre (legalábbis jogi értelemben). 1992-től tagja lett a Hungart, vizuális szerzői jogvédő, jogkezelő szervezet elnökségének, 1998-ban a Magyar Alkotóművészek Országos Egyesülete iparművészeti tagozatának elnöke lett. 2002 óta tagja a Magyar Képzőművészek és Iparművészek Szövetsége választmányának, ugyancsak ez évtől szerzői jogi, igazságügyi szakértő. 2004-től a Magyar Képzőművészeti Egyetem tervezőgrafikai diplomabizottságának tagja, 2013-tól a Magyar Művészeti Akadémia Iparművészeti és Tervezőművészeti Tagozatának levelező tagja, majd 2015-től a Magyar Művészeti Akadémia rendes tagja. Székfoglalója címe olyan témájú volt, mely őt régen foglalkoztatja: Jelbeszéd. Ebben önéletrajzi vonatkozások feltárásával együtt a jelek, a jelek általi kommunikáció, a jelek vizuális fontossága képezte gondolatmenete centrumát.
Tervezői szemléletére általánosságban jellemző, hogy egyesíti, mintegy szintetizálja a hagyományt és a modernséget, technikai oldalról a rajzosságot és a legmagasabb technikát (high-tech.), amely a digitális tervezés, nyomtatás láncolatának életműbe építését jelenti.

## Oktatói tevékenysége
- 1966–2001: ELTE Természettudományi Kar, alkalmazott grafika szakterületen óraadó tanár,
- 1973–1974: Art Institut Orell Füssli Ag. Zürich, Graphische Abteilung, gestalter (Svájc)
- 1988–1989: Külkereskedelmi Főiskola, Bécs, óraadó tanár
- 2004–: Magyar Képzőművészeti Egyetem Tervezőgrafikai Diplomabizottságának külső tagja

## Kiállításai (válogatás)

### Egyéni
- 1978 Göd
- 1979 Várpalota
- 1980 Balatonszemes. Árvai Ferenc szobrászművésszel)
- 2002 Jelbeszéd, egyéni kiállítás, Ráckeve
- 2013 Csepel Galéria, egyéni kiállítás,  Archiválva 2020. szeptember 26-i dátummal a Wayback Machine-ben
- 2014 Józsefvárosi Galéria, egyéni kiállítás,

### Válogatott csoportos
- 1978, 1982 • VIII., X. Nemzetközi Alkalmazott Grafikai Biennálé, Brno
- 1978-96   I-X. Országos Alkalmazott/Tervező Grafikai Biennálé, Békéscsaba
- 1986 100 + 1 éves a Magyar Plakát, Műcsarnok
- 1989  Emblémák, Pécsi Kisgaléria, Pécs
- 1990 A változás jelei, Magyar Nemzeti Galéria, Budapest
- 1992 A változás plakátjai, Magyar Nemzeti Galéria
- 1996  Plakát Parnasszus II., Szt. Korona Galéria, Székesfehérvár.
- 2008 San Diego,
- 2010 Santiago de Chile,
- 2017 „Név-jegy", MMA Ipar- és Tervezőművészeti Tagozatának bemutatkozó kiállítása (A kiállítás kurátora is)

## Fontosabb komplex tervezési munkái (válogatás)
1989– Iparművészeti Múzeum és Nagytétényi Kastélymúzeum, reklám-,kiadvány-, könyv-, katalógus-, plakát-tervezés múzeumi és kortárs művészeti területen egyaránt
1989–2004 Liszt Ferenc Zeneművészeti Egyetem, logó- kiadvány- arculattervezés
1992– Medina Tours logó-arculat tervezés
1993–2013 Best Reisen Utazási Iroda teljes arculatának tervezése, korszerűsítése, emblémáinak, kiadványainak tervezése, részvétel a kiadványok szerkesztésében,  a cég reklámarculata koncipiálása, alakítása
1994–2002 Lampart Vegyipari Gépgyár Rt. számára logó- és arculattervezés
1994– Linde Gáz Magyarország Zrt. logó- és arculattervezés
1995– Ciba – Novartis Hungária kft. gyógyszer logók, arculat- reklám- kiadványtervezés
1998–2008 Humánsoft Informatika kft. arculat- kiadványtervezés
2002 Steindl emlékkiállítás, Parlament, kiadvány tervezés
Ajka kristály kiadvány
2002– Hopp Ferenc Kelet-Ázsiai Művészeti Múzeum reklám-, kiadványtervezés
2005– Magyar Színháztechnikai Szövetség, „Színpad, Előadóművészetek technikája" című periodika tervezése
2007– Família Bergmann kft., arculat, logó és kiadványok tervezése
Finnország Magyarországi Nagykövetségének (Suomen Suurlahetystö) kiadványainak tervezése
2008–Harmónia Életmód Centrum kiadvány-, arculattervezés
Pécselyvölgyi pálinkafőzde arculattervezése
2009– Duzsi Tamás borászata (címketervezés)

## Társasági tagság
- 1971–: Magyar Népköztársaság Művészeti Alapjának tagja
- 1992-től Magyar Alkotóművészek Országos Egyesülete  tagja 1998–:Iparművészeti Tagozat, elnök
- 1982–: Grafikusművészek Derkovits Gyula Alkotóközösségének tagja, 1989–1994: vezetőségi tag
- 1988–: [Magyar Képzőművészek és Iparművészek Szövetsége]; 2002–: Választmányi tag
- 1992–: Békéscsabai Alkalmazott Grafikai, majd később Tervezőgrafikai Biennálé válogató, majd díj zsűriiének állandó tagja
- 1992–: Hungart, elnökségi tag
- 2002–: Magyar Tervezőgrafikusok Egyesülete, alapító tag
- 2013–: Magyar Művészeti Akadémia 2013–2015: levelező tag
- 2015–: Magyar Művészeti Akadémia rendes tag

## Díjak, elismerések (válogatás)
- Ferenczy Noémi-díj (2002)
- Érdemes művész (2017)
- Kiváló művész (2025)
- Békéscsabai Grafikai Biennálé, fődíj (1984)
- World Star (Domé Eszterrel) Peking (1995)
- Aranyrajzszög-díj (2010)
- Konecsni-díj (2012)
- Kiváló művész (2025)[1]

## Publikációk
- „Jelbeszéd” – Magyar Művészet 2015/1
- ”Körülöttünk”  Sára Ernő – Scherer József: – Magyar Művészet 2017/2